# Hintersee (sjö i Österrike, Tyrolen)
Hintersee är en sjö i Österrike.   Den ligger i förbundslandet Tyrolen, i den västra delen av landet, 500 km väster om huvudstaden Wien. Hintersee ligger 2 195 meter över havet.
Trakten runt Hintersee består i huvudsak av gräsmarker. Runt Hintersee är det ganska glesbefolkat, med 27 invånare per kvadratkilometer.